# Konolfingen
Konolfingen (umgangssprachlich auch Chonufingä [ˈχɔnufɪŋə], Chonu [ˈχɔnu] oder Chnoflige [ˈχnɔfliɡə] genannt) ist eine 1933 gegründete politische Gemeinde im Verwaltungskreis Bern-Mittelland des Kantons Bern in der Schweiz.

## Geographie
Konolfingen liegt ungefähr in der Mitte zwischen Bern, Thun, Langnau und Burgdorf. Geographisch noch im Kiesental gelegen, wird das rund 660 Meter hoch gelegene Konolfingen oft als Tor zum Emmental bezeichnet. Zur Gemeinde gehören u. a. die Weiler und Ortschaften Ballenbühl, Gysenstein, Herolfingen, Hötschigen, Hürnberg, Stalden und Ursellen.

## Geschichte

Luftbild (1950)

Die Geschichte der Einwohnergemeinde Konolfingen ist noch jung. 1933 entstand aus dem Zusammenschluss der beiden Gemeinden Gysenstein und Stalden im Emmental das heutige Konolfingen, das auch dem Amtsbezirk den Namen gab.
1148 tauchte erstmals der Name Chonolfingen auf. Gysenstein wird 1226 erstmals als Gisenstein erwähnt.
1864 erlebte Konolfingen durch die Eröffnung des Bahnhofs auf der neuen Eisenbahnstrecke zwischen Bern und Langnau einen Entwicklungsschub. Durch diese Strecke war der Ort bald darauf mit Luzern verbunden und hatte somit auch Anschluss an die in Planung befindliche Gotthardbahn. Mit der Anbindung an die Linie Burgdorf–Thun ab 1899 erlebte Konolfingen einen starken Aufschwung, der sich z. B. in der Ansiedlung der damaligen Berneralpen Milchgesellschaft manifestierte. Für die Burgdorf–Thun-Bahn, die die erste durchgängig elektrisch betriebene Bahnstrecke Europas war, wurde beim Bahnhof Konolfingen ein Depot für die Instandhaltung der Fahrzeuge und zum Bau der unterschiedlichsten Hilfsmittel gebaut.
Die Berneralpen Milchgesellschaft (damaliger Firmenname: Ursina-Franck) fusionierte 1971 mit Nestlé. Produziert werden Säuglings- und Gesundheitsnahrung und verschiedene Sorten des Desserts Stalden Crème. Mit knapp über 1000 Mitarbeitern, die Nestlé in seinem Forschungszentrum und in der Fabrik beschäftigt, ist der Konzern der mit Abstand wichtigste Arbeitgeber in Konolfingen (Stand 2015). Die hier hergestellten Produkte werden in über 90 Länder exportiert.
Zwischen Konolfingen und Münsingen liegt das Schloss Ursellen. Auf dem Gebiet der ehemaligen Gemeinde Stalden liegt das Schloss Hünigen.
Im Zusammenhang mit Konolfingen wird oftmals auch der Name Friedrich Dürrenmatts genannt, der 1921 im reformierten Pfarrhaus von Stalden geboren wurde.

## Bevölkerung
| Jahr      | 1930 | 1941 | 1950 | 1960 | 1970 | 1980 | 1990 | 2000 | 2006 | 2008 | 2012 | 2017 | 2022 |
| Einwohner | 2947 | 3343 | 3656 | 3964 | 4137 | 4360 | 4619 | 4606 | 4732 | 4713 | 4882 | 5236 | 5463 |

## Infrastruktur

### Trinkwasser
Das Trinkwasser wird vom Wasserverbund Kiesental (WAKI) bezogen. Am 5. Februar 2020 wurde die Öffentlichkeit darüber informiert, dass der Grenzwert (0,1 μg/l) beim Metabolit R471811 (ein Abbauprodukt des Pestizids Chlorothalonil) überschritten wurde. Im Pumpwerk Stalden wurden 0,23 μg/l und im Quellwasser aus dem Gmeis 0,19 μg/l gemessen. Es wurde nicht ausgeschlossen, dass der Grenzwert im Trinkwasser teilweise überschritten wird.

### Bahnhof Konolfingen
In Konolfingen kreuzen sich die Bahnlinie Bern–Luzern und die Strecke von Thun nach Burgdorf. Diese verkehrstechnisch günstige Lage trug massgeblich zum Wachstum der damaligen Gemeinden Gysenstein und Stalden im Emmental bei.
Der Bahnhof Konolfingen wurde im Jahr 1864 als Bahnhof «Konolfingen-Stalden» eröffnet. Er besass Anfangs lediglich zwei Gleise. Erst mit der Gemeindefusion 1933 erhielt der Bahnhof den bis heute bestehenden Namen «Konolfingen». Die ursprüngliche Streckenbetreiberin, die «Ost-West-Bahn», ging noch vor dem Bau des Stationsgebäudes Konkurs.
Geplant wurden die Bahnhöfe von Tägertschi bis Langnau durch Paul Adolphe Tièche, dem Architekten der «Ost-West-Bahn». Vollendet wurden sie vom Architekten der Bernischen Staatsbahn (BSB) Johann Jenzer in der Holzbauweise. 1899 wurde Konolfingen mit der Eröffnung der Burgdorf-Thun-Bahn (BTB) zur Kreuzungsstation.
Die BTB wurde von Anfang an elektrisch betrieben, was dazu führte, dass sich bis zur Elektrifizierung der Linie Bern–Luzern im Jahr 1933 Dampfzüge mit elektrisch angetriebenen Zügen kreuzten.
Im Bahnhof Konolfingen herrschte für lange Zeit ein reger Güterverkehr. Täglich trafen Milchwagen aus Payerne, Sissach, Gelterkinden, Biel und allen Stationen an den Strecken Worb–Luzern und Hasle-Rüegsau–Thun in Konolfingen ein, welche für die «Berneralpen Milchgesellschaft» bestimmt waren. Weiter wurde unter anderem Fleisch der Metzgerei Gerber in Grosshöchstetten oder Fisch der Fischzucht in Stalden über den Bahnhof Konolfingen geführt. Teilweise wurde die leicht verderbliche Ware in Kühlwagen transportiert, teilweise aber auch in schweren Transportkörben, welche vom Bahnhofspersonal per Hand in die Gepäckwagen der Personenzüge umgeladen werden mussten.
Heute besitzt noch die Firma Nestlé (ehemals Berneralpen Milchgesellschaft) ein Anschlussgleis für den Güterverkehr. Die ehemalige Werkstätte der BTB wird heute durch den Verein Berner Dampfbahn als Depot genutzt. Der Bahnhof Konolfingen sowie die ganze Strecke von Bern nach Luzern befinden sich im Besitz der SBB und werden durch die Betriebszentrale Olten gesteuert. Der gesamte Personenverkehr wird in Konolfingen durch die BLS abgewickelt. Die BLS betreibt im Bahnhof Konolfingen ein Reisezentrum.
Im Jahr 2020 wurden umfangreiche Umbauarbeiten am Bahnhof vorgenommen. So wurden sämtliche Publikumsanlagen gemäss dem Behindertengleichstellungsgesetz angepasst und zusätzlich das Gleis 6 in Betrieb genommen. Die Personenunterführung wurde ausgebaut und ein zusätzlicher Zugang wurde geschaffen.
Aktuelle Linien:
- 7 Luzern – Wolhusen – Konolfingen – Bern
- S 2 Langnau i. E. – Konolfingen – Bern – Flamatt – Laupen BE
- S 21 Thun – Steffisburg – Oberdiessbach – Konolfingen
- S 41 Thun – Konolfingen – Burgdorf – Solothurn
- S 42 Konolfingen – Grosshöchstetten – Walkringen – Hasle-Rüegsau
- S 43 Thun – Steffisburg – Oberdiessbach – Konolfingen

Ab dem Bahnhof Konolfingen verkehrt die Buslinie 160 (Bern Flughafen – Belp – Rubigen – Münsingen – Konolfingen). Betrieben wird sie durch Bernmobil. Konolfingen ist Teil des Berner Nachtbusnetzes Moonliner. Die Linie M20 verkehrt auf der Strecke Bern – Konolfingen – Grosshöchstetten – Langnau – Trubschachen.

## Politik
Die Legislative wird durch die Gemeindeversammlung gebildet.
Als Exekutive fungiert der siebenköpfige Gemeinderat. Seit der Wahl vom 26. September 2021 sind in ihm die SVP und die glp mit je zwei und SP, EVP und Fokus Konolfingen mit je einer Person vertreten. Dem Gemeinderat steht seit 2019 der Gemeindepräsident Heinz Suter (Fokus Konolfingen) vor. Im ersten Wahlgang vom 18. Mai 2025 verpasste Suter die Wiederwahl. Im zweiten Wahlgang vom 22. Juni 2025 wurde Jonas Rohrer (SVP) als Nachfolger Suters gewählt. Rohrer wird sein Amt am 1. Januar 2026 antreten.
Bei den Nationalratswahlen 2023 betrugen die Wähleranteile in Konolfingen (in Klammern die Veränderung im Vergleich zu den Wahlen 2019 in Prozentpunkten): SVP 32,57 % (+0,99), SP 16,99 % (+2,89), glp 13,67 % (+2,45), Mitte 9,29 % (−1,37), EVP 6,51 % (−0,95), Grüne 6,11 % (−3,44), FDP 5,56 % (−0,74), EDU 4,70 % (+1,59), Weitere 3,44 % (−1,42).

### Wappen
| Wappen von Konolfingen | Blasonierung: «In Gold ein aus drei schwarzen Bausteinen wachsender Löwe, oben begleitet von zwei roten Sternen.»                                                       |
| Wappen von Konolfingen | Wappenbegründung: «Die beiden Sterne symbolisieren die Gemeinden Gysenstein und Stalden, welche sich 1933 zur Einwohnergemeinde Konolfingen zusammengeschlossen haben.» |

## Partnerstadt
- Počátky, Tschechien

## Persönlichkeiten
- Johann Friedrich Schär (1846–1924),  Wirtschaftswissenschaftler und Hochschullehrer
- Walter Stucki (1888–1963), Politiker und Diplomat
- Alfred Fankhauser (1890–1973), Schriftsteller, Mundartdichter, Journalist und Astrologe
- Fritz Gribi (1895–1961), Lehrer und Bühnenautor
- Fritz Ryser (1910–1990), Maler, Zeichner und Kunstpädagoge
- Friedrich Dürrenmatt (1921–1990), Schriftsteller, Dramatiker, Maler
- Heinz Balmer (1928–2016), Wissenschaftshistoriker und Autor
- Katrin Neuenschwander (* 1971), Skirennfahrerin
- Laura Zimmermann (* 1991), Politaktivistin, wuchs in Konolfingen auf

## Bilder

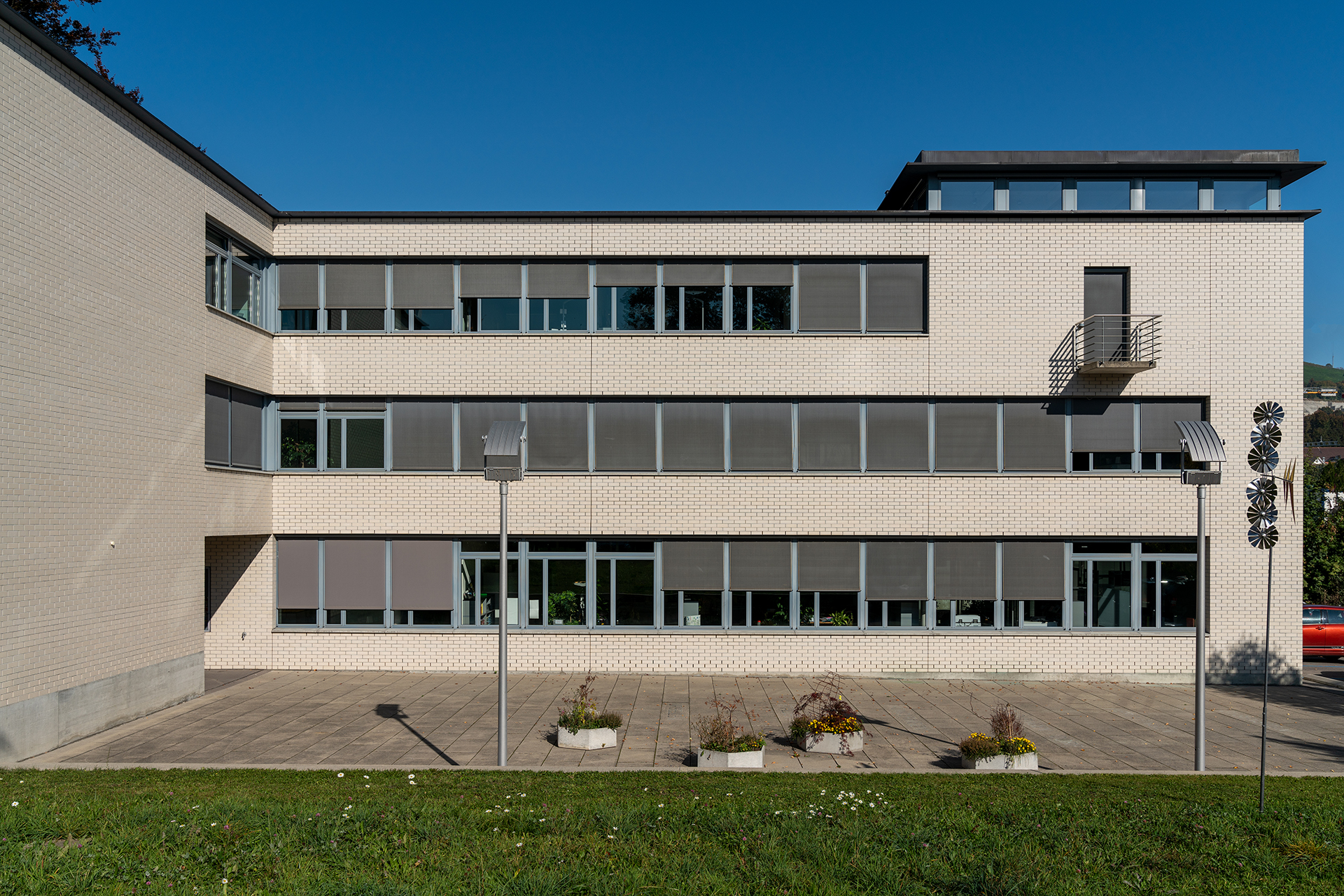
Gemeindehaus
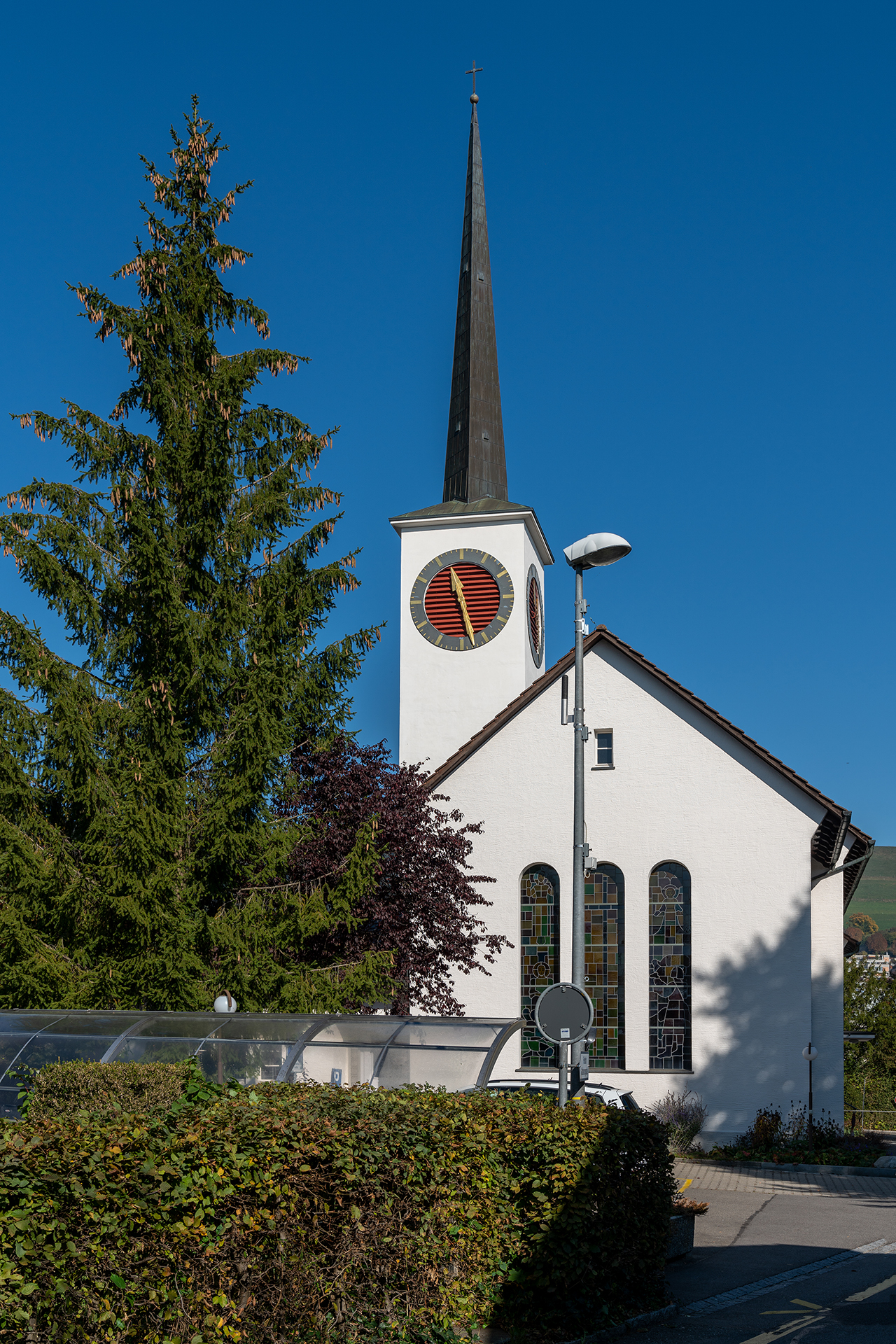
Reformierte Kirche
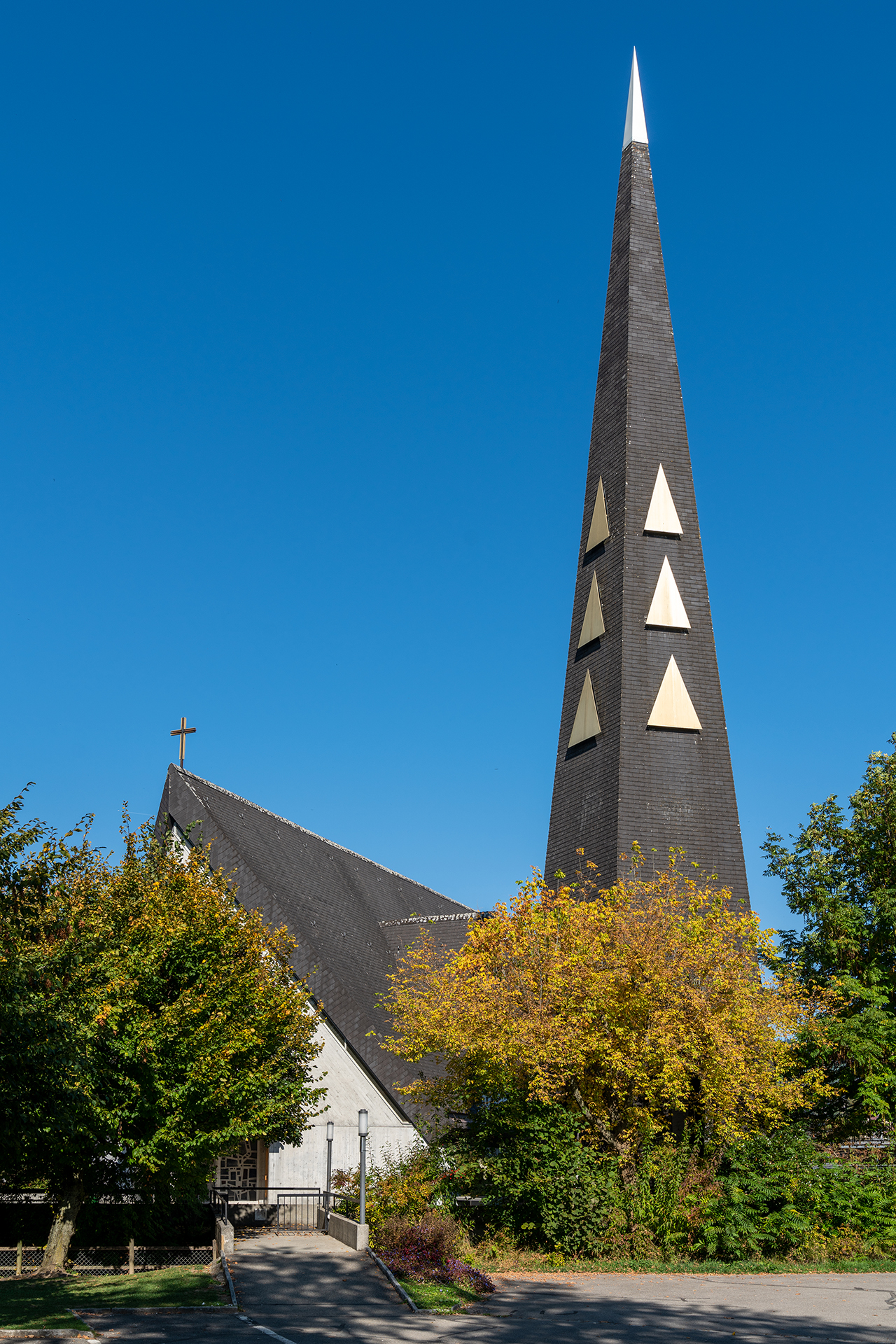
Katholische Kirche
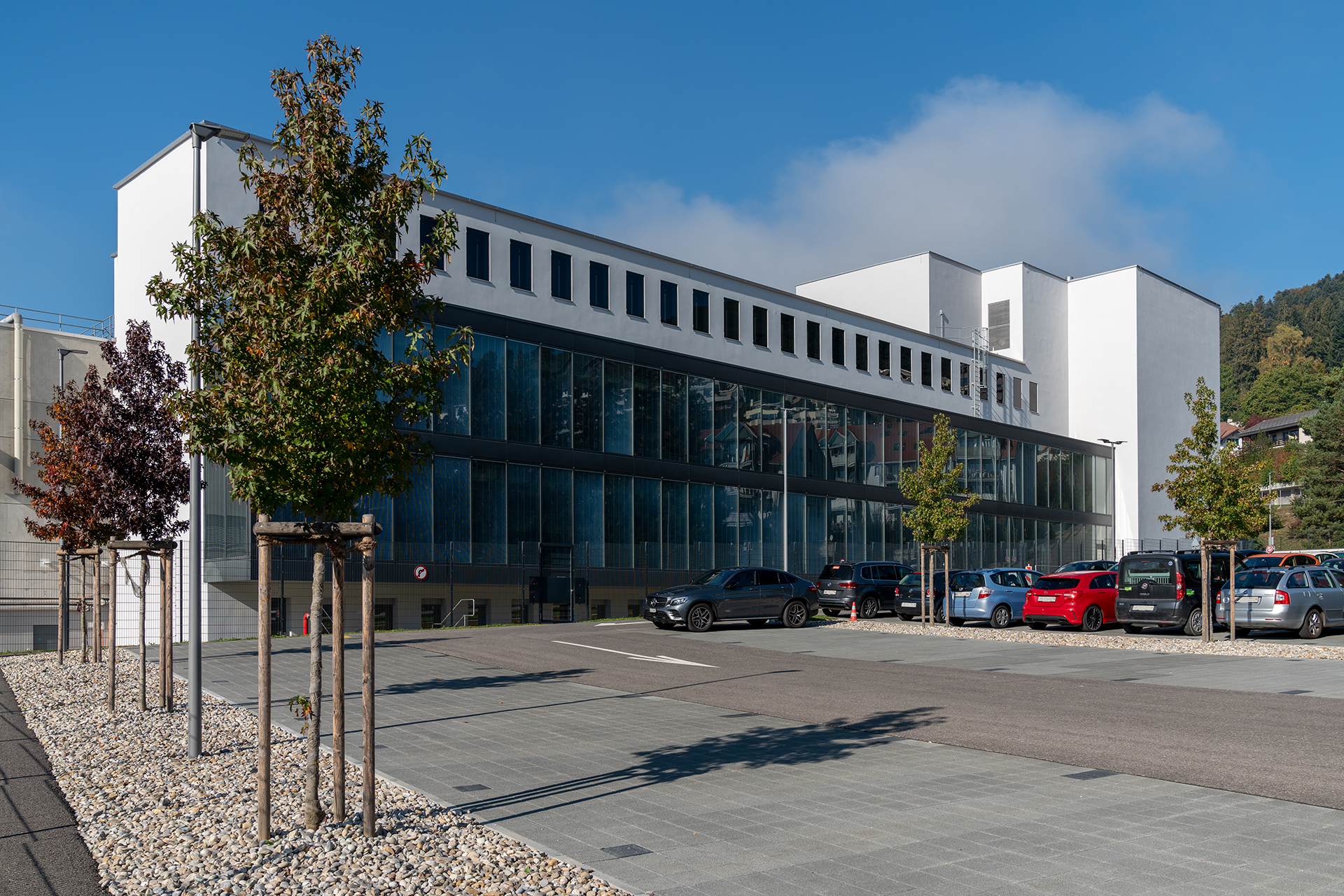
Nestlé
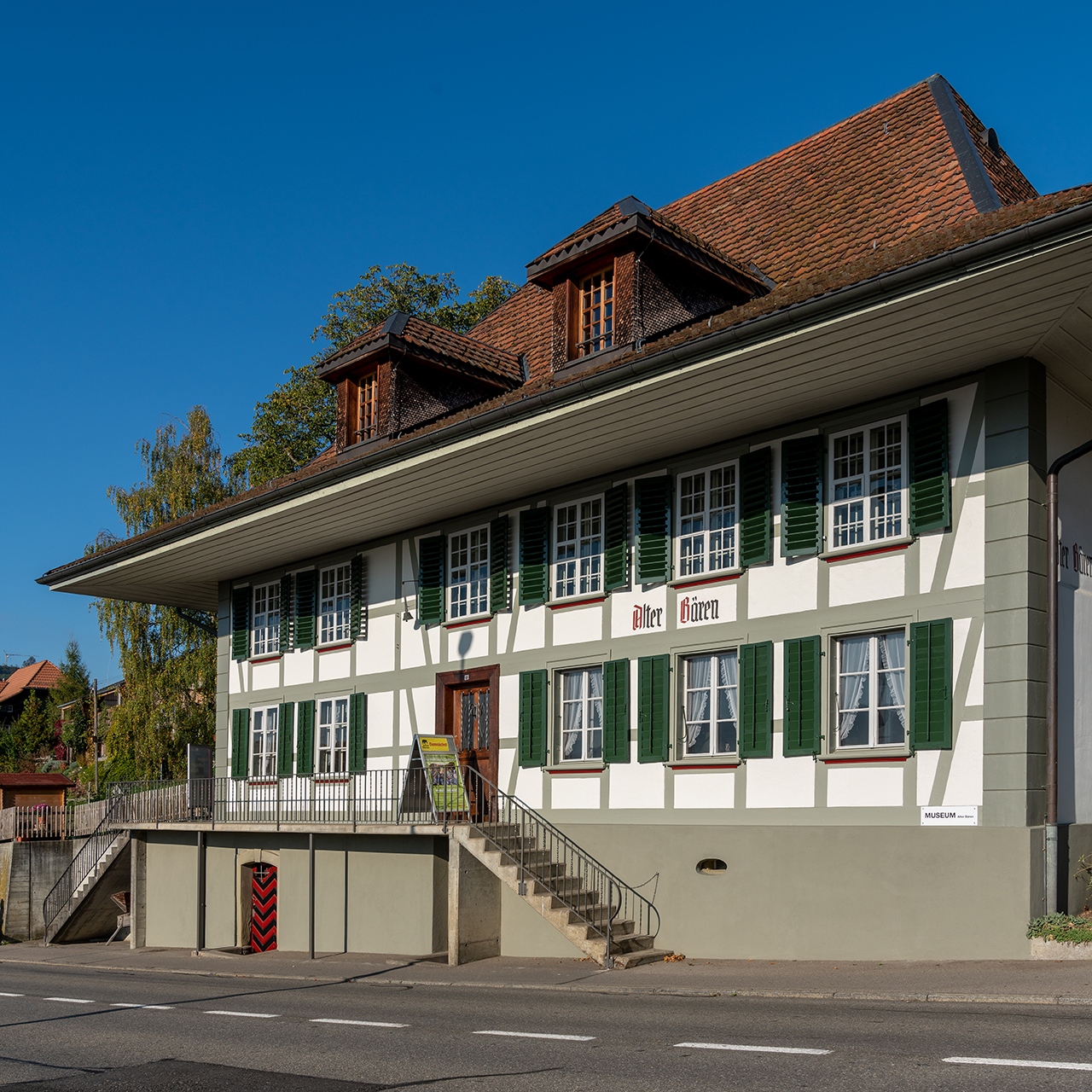
Dorfmuseum Bären
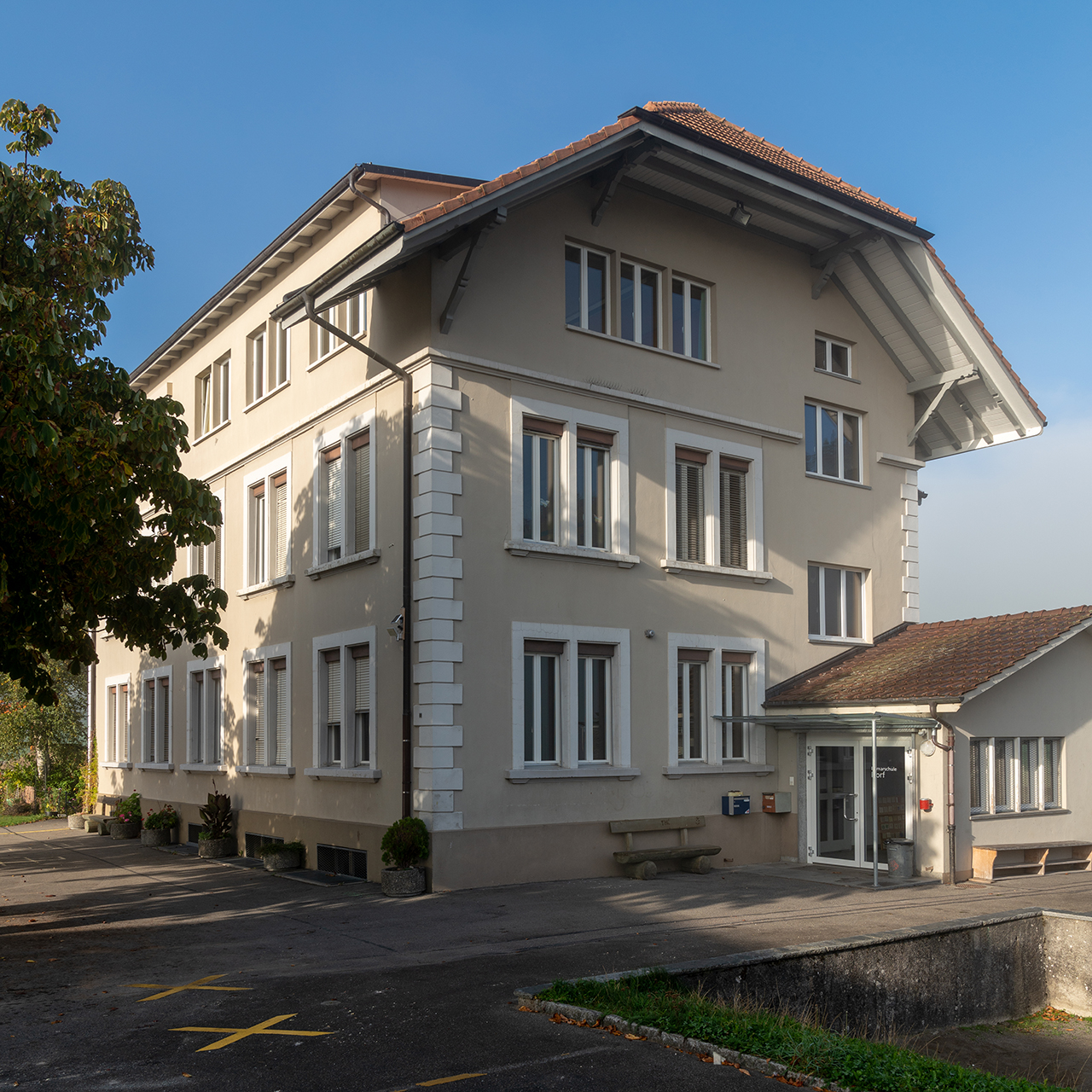
Schulhaus Dorf
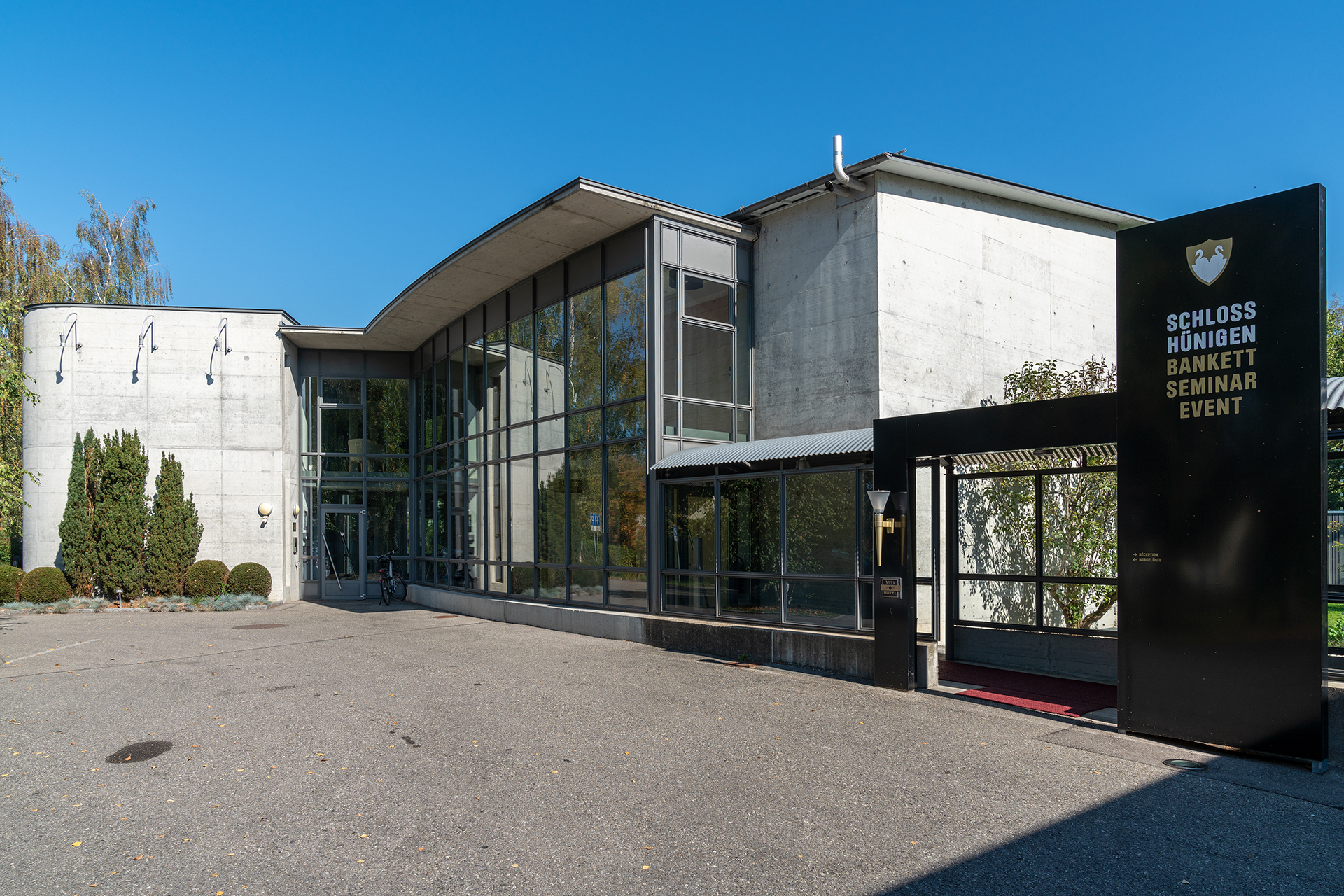
Schloss Hünigen (Tagungszentrum)